# Hopeless Fountain Kingdom
Hopeless Fountain Kingdom (estilizado em letras minúsculas) é o segundo álbum de estúdio da cantora americana Halsey, lançado em 2 de junho de 2017, através da gravadora Astralwerks. Halsey descreveu o álbum tendo mais "música amigável à rádio" comparado com seus lançamentos anteriores. O álbum conta com participações de Quavo e Lauren Jauregui.
Hopeless Fountain Kingdom estreou no topo da Billboard 200 com 106.000 cópias, das quais 76.000 eram apenas vendas puras. O álbum também estreou no topo da Canadian Albums Chart. Na Austrália, o álbum estreou em segundo lugar com 4.300 cópias. O álbum estreou em doze no UK Albums Chart, vendendo 7.123 cópias em sua primeira semana.
O primeiro single do álbum, "Now or Never", foi lançado em 4 de abril de 2017. Ele alcançou o número dezessete na Billboard Hot 100, marcando a primeira entrada de Halsey na parada como artista principal. Também se tornou a primeira faixa de Halsey como artista principal a ganhar o status de Multi-Platinum; ganhando certificado de platina dupla pela RIAA. O segundo single, "Bad at Love", alcançou o número cinco na Hot 100, tornando-se a maior posição de Halsey como artista principal na época. Ganhou certificado de platina tripla pela RIAA. O terceiro e último single, "Alone", alcançou o número sessenta e seis na Hot 100, e foi ganhou certificado de platina pela RIAA e alcançou o número um na Dance Club Songs. Halsey embarcou na Hopeless Fountain Kingdom World Tour, para promovê-lo, que foi finalizada em 2018.

## Promoção
Uma pequena pista sobre o álbum é dada no final da Badlands Tour, a turnê que promove o primeiro álbum de estúdio de Halsey. No final da data final da turnê, um show no Madison Square Garden, em Nova Iorque, é reproduzido um vídeo que termina com uma tela branca que diz "Você pode me encontrar no reino". A divulgação do álbum começou em 28 de fevereiro de 2017, quando a cantora convidou 100 fãs para escutar quatro músicas exclusivas que está no álbum. Halsey então começou a deixar pistas em suas contas nas redes sociais sobre o conceito e a capa do novo álbum, até que, em 31 de março de 2017, ela lançou a capa do álbum através de uma caça ao tesouro para fãs em todo o mundo. "Hoje enviei fãs para 9 territórios ao redor do mundo em uma caçada. Eles receberam coordenadas, onde uma pequena arma de brinquedo estava escondida. A arma de brinquedo desmontada tornou-se um pendrive que continha um pequeno pedaço da capa do álbum. Ao redor do mundo, os fãs trabalharam juntos para pegar as peças e revelar a capa." Os fãs também descobriram uma segunda imagem com data e hora. A data em questão foi 4 de abril de 2017. Halsey também criou quatro perfis diferentes no Twitter para os protagonistas correspondentes e para as casas a que pertencem.
Em 28 de abril, "alguns fãs na América acordaram com um jornal do lado de fora de sua porta contendo algumas pistas sobre o reino das fontes sem esperança". O jornal, intitulado "The Kingdom Times", também contém a lista de faixas oficial de Hopeless Fountain Kingdom e pistas sobre as datas da turnê.
Para promover o álbum, ela embarcou na Hopeless Fountain Kingdom World Tour, uma turnê mundial com a qual se apresentou na América do Norte, América do Sul, Oceania, Ásia e Europa.

## Singles
O primeiro single do álbum, "Now or Never", foi lançado em 4 de abril de 2017 junto a pré-venda do álbum. No mesmo dia, o videoclipe da canção, co-dirigido por Halsey com Sing J Lee, foi lançado. O single estreou em cinquenta na Billboard Hot 100. Tornou-se seu primeiro single como artista principal a chegar ao TOP 40 e seu primeiro desde "Closer". A canção mais tarde atingiu o número dezessete.
"Bad at Love" foi anunciado por Halsey em sua conta no Twitter como o próximo single do álbum. Ele alcançou o quinto lugar nos EUA, tornando-se sua música solo com maior posição, até que seu single de outubro de 2018, "Without Me", de seu terceiro álbum de estúdio, Manic (2020), alcançou o número um em janeiro de 2019.
Uma versão remixada de "Alone" foi anunciada por Halsey em seu Twitter como o terceiro single do álbum, com os rappers Big Sean e Stefflon Don. A canção alcançou o número sessenta e seis na Hot 100.

### Singlespromocionais
Em 4 de maio de 2017, "Eyes Closed" foi lançada como o primeiro single promocional.
Em 26 de maio, Halsey confirmou "Strangers", com Lauren Jauregui, como o segundo single promocional oficial. Estreou em cem na Hot 100. Tornou-se a sexta entrada de Halsey e a primeira de Jauregui como artista solo.

## Lista de faixas
| Hopeless Fountain Kingdom – Edição padrão |                                            |                                                                           |                                       |         |  |
| N.º                                       | Título                                     | Compositor(es)                                                            | Produtor(es)                          | Duração |  |
| 1.                                        | "The Prologue"                             | Ashley Frangipane Peder Losnegård Chris Braide                            | Lido                                  | 1:47    |  |
| 2.                                        | "100 Letters"                              | Frangipane Eric Frederic                                                  | Ricky Reed                            | 3:29    |  |
| 3.                                        | "Eyes Closed"                              | Frangipane Benjamin Levin Magnus August Høiberg Nathan Perez Abel Tesfaye | Benny Blanco Happy Perez Cashmere Cat | 3:22    |  |
| 4.                                        | "Alone"                                    | Frangipane Frederic Dan Wilson Josh Carter Anthony Hester                 | Reed Carter [a]                       | 3:25    |  |
| 5.                                        | "Now or Never"                             | Frangipane Levin Høiberg Perez Brittany Hazzard                           | Blanco Cat Perez                      | 3:34    |  |
| 6.                                        | "Sorry"                                    | Frangipane Greg Kurstin                                                   | Kurstin                               | 3:40    |  |
| 7.                                        | "Good Mourning"                            | Frangipane Losnegård                                                      | Lido                                  | 1:07    |  |
| 8.                                        | "Lie" (com part. de Quavo)                 | Frangipane Losnegård Quavious Marshall                                    | Lido                                  | 2:29    |  |
| 9.                                        | "Walls Could Talk"                         | Frangipane Losnegård                                                      | Lido                                  | 1:41    |  |
| 10.                                       | "Bad at Love"                              | Frangipane Frederic Justin Tranter Rogét Chahayed                         | Reed Chahayed [b]                     | 3:01    |  |
| 11.                                       | "Strangers" (com part. de Lauren Jauregui) | Frangipane Kurstin                                                        | Kurstin                               | 3:41    |  |
| 12.                                       | "Devil in Me"                              | Frangipane Kurstin Sia Furler                                             | Kurstin                               | 4:09    |  |
| 13.                                       | "Hopeless" (com part. de Cashmere Cat)     | Frangipane Levin Høiberg Joshua Coleman                                   | Blanco Cat                            | 3:07    |  |
| Duração total:                            | Duração total:                             | Duração total:                                                            | Duração total:                        | 38:32   |  |

| Faixa bônus do iTunes |                                                |                                                                        |                 |         |  |
| N.º                   | Título                                         | Compositor(es)                                                         | Produtor(es)    | Duração |  |
| 14.                   | "Alone" (com part. de Big Sean e Stefflon Don) | Frangipane Frederic Wilson Carter Hester Sean Anderson Stephanie Allen | Reed Carter [a] | 3:27    |  |
| Duração total:        | Duração total:                                 | Duração total:                                                         | Duração total:  | 41:49   |  |